# 15674 Elfving
15674 Elfving eller 1978 RR7 är en asteroid i huvudbältet som upptäcktes den 2 september 1978 av den svenske astronomen Claes-Ingvar Lagerkvist vid La Silla-observatoriet. Den är uppkallad efter den svenske journalisten Ulf Elfving.
Asteroiden har en diameter på ungefär 2 kilometer och den tillhör asteroidgruppen Vesta.